# Парламентські вибори в Албанії 2017
Парламентські вибори в Албанії пройшли 25 червня 2017 року. На них було обрано 140 депутатів Народних зборів Албанії. Для парламентської більшості необхідно 71 місце.